# Aleipataöarna

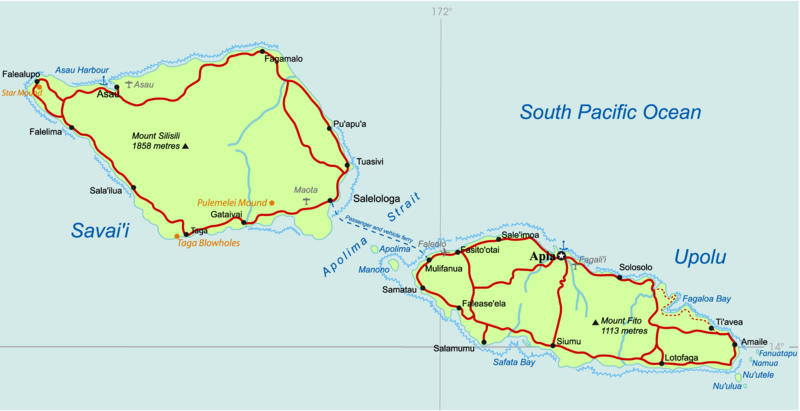
Lägeskarta
Ögruppen syns i kartans nedre högra hörn.

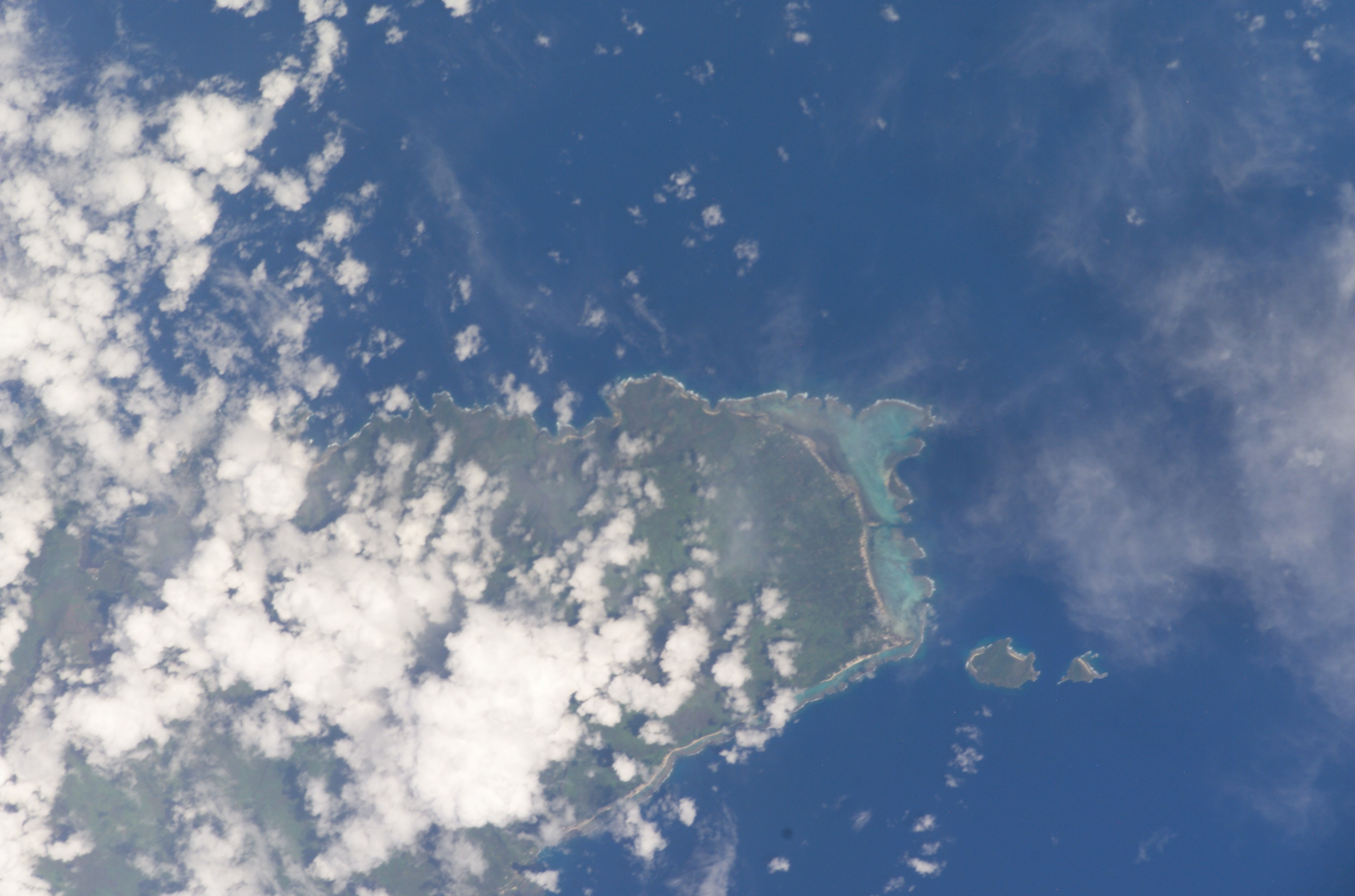
Aleipataöarna, Upolu till vänster

Aleipataöarna (samoanska  Motu Aleipata ) är en ögrupp i Samoa i södra Stilla havet.

## Geografi
Aleipataöarna ligger några kilometer utanför den östra kusten av Upolu. Ögruppen är av vulkaniskt ursprung och har en sammanlagd areal om cirka 1,68 km² och består av de 4 obebodda öarna: 
- Nu'utele

Nu'utele är huvudön i ögruppen. Den har en areal om cirka 1,08 km² och ligger cirka 1,4 km sydöst om Upolu.
Den högsta höjden är på cirka 200 m ö.h.
- Nu'ulua

Nu'ulua ligger sydöst om huvudön. Den har en areal om cirka 0,25 km² och ligger cirka 3,5 km sydöst om Upolu. Den högsta höjden är på cirka 100 m ö.h.
- Namua

Namua ligger norr om huvudön. Den har en areal om cirka 0,20 km² och ligger cirka 0,7 km öster om Upolu.
Den högsta höjden är på cirka 70 m ö.h. och det är den enda ön i ögruppen som ligger inom korallrevet som omger Upolu. Namua är också den enda ön som är öppen för besökare.
- Fanuatapu

Fanuatapu ligger nordöst om huvudön. Den har en areal om cirka 0,15 km² och ligger cirka 2,5 km öster om Upolu.
Den högsta höjden är på cirka 50 m ö.h. Öns enda byggnad är ett fyrtorn.
Öarna har utsetts till naturskyddsområde och de är viktiga boplatser för en rad utrotningshotade fåglar som bland annat samoamonark (Myiagra albiventris), en art i familjen monarker (Passeriformes); tandduva (Didunculus strigirostris) och söderhavsmarkduva (Alopecoenas stairi), båda tillhör familjen duvor (Columbidae); rödfotad sula (Sula sula) och brunsula (Sula leucogaster, båda tillhör familjen sulor Sulidae); svartnackad tärna (Sterna sumatrana) och fetärna (Gygis alba), båda tillhör underfamiljen tärnor (Sterninae); samt större fregattfågel (Fregata minor, en art i familjen fregattfåglar (Fregatidae). Även för den endemiska arten (Pteropus samoensis, en art i familjen flyghundar (Pteropodidae), är öarna en viktig boplats.

## Historia
Samoaöarna beboddes av polynesier sedan 1000-talet f.Kr..
Fram till början på 1900-talet användes öarna som koloni för att isolera leprasjuka.
Planer finns för att göra ögruppen till nationalpark.